# Prophétie (roman)
 (novembre 2023).
Si vous disposez d'ouvrages ou d'articles de référence ou si vous connaissez des sites web de qualité traitant du thème abordé ici, merci de compléter l'article en donnant les références utiles à sa vérifiabilité et en les liant à la section « Notes et références ».
Prophétie (titre original : Revelation) est un roman policier historique de l’écrivain britannique C. J. Sansom publié en 2009. Il est le quatrième roman de la série des aventures de l’avocat londonien bossu Matthew Shardlake.

## Résumé
L’action se situe en Angleterre au XVIe siècle.

## Récompenses
Dissolution a été finaliste du prix Ellis Peter de la Crime Writers' Association britannique 2010.